# Estissac
Estissac és un municipi francès situat al departament de l'Aube i a la regió del Gran Est. L'any 2007 tenia 1.790 habitants.

## Demografia

### Població
El 2007 la població de fet d'Estissac era de 1.790 persones. Hi havia 730 famílies de les quals 204 eren unipersonals (104 homes vivint sols i 100 dones vivint soles), 251 parelles sense fills, 239 parelles amb fills i 36 famílies monoparentals amb fills.
La població ha evolucionat segons el següent gràfic:
Habitants censats

### Habitatges
El 2007 hi havia 833 habitatges, 743 eren l'habitatge principal de la família, 28 eren segones residències i 62 estaven desocupats. 725 eren cases i 86 eren apartaments. Dels 743 habitatges principals, 482 estaven ocupats pels seus propietaris, 237 estaven llogats i ocupats pels llogaters i 24 estaven cedits a títol gratuït; 14 tenien una cambra, 50 en tenien dues, 144 en tenien tres, 220 en tenien quatre i 315 en tenien cinc o més. 529 habitatges disposaven pel capbaix d'una plaça de pàrquing. A 305 habitatges hi havia un automòbil i a 336 n'hi havia dos o més.

### Piràmide de població
La piràmide de població per edats i sexe el 2009 era:
| Homes | Edats   | Dones |
| ----- | ------- | ----- |
| 0     | 95 o +  | 0     |
| 4     | 90 a 94 | 8     |
| 8     | 85 a 89 | 36    |
| 4     | 80 a 84 | 16    |
| 36    | 75 a 79 | 32    |
| 44    | 70 a 74 | 44    |
| 40    | 65 a 69 | 32    |
| 52    | 60 a 64 | 60    |
| 52    | 55 a 59 | 36    |
| 72    | 50 a 54 | 60    |
| 72    | 45 a 49 | 48    |
| 88    | 40 a 44 | 68    |
| 36    | 35 a 39 | 76    |
| 72    | 30 a 34 | 52    |
| 28    | 25 a 29 | 48    |
| 72    | 20 a 24 | 24    |
| 56    | 15 a 19 | 52    |
| 52    | 10 a 14 | 64    |
| 32    | 5 a 9   | 48    |
| 32    | 0 a 4   | 44    |

## Economia
El 2007 la població en edat de treballar era de 1.120 persones, 773 eren actives i 347 eren inactives. De les 773 persones actives 680 estaven ocupades (379 homes i 301 dones) i 94 estaven aturades (36 homes i 58 dones). De les 347 persones inactives 138 estaven jubilades, 65 estaven estudiant i 144 estaven classificades com a «altres inactius».

### Ingressos
El 2009 a Estissac hi havia 754 unitats fiscals que integraven 1.773 persones, la mediana anual d'ingressos fiscals per persona era de 16.428 €.

### Activitats econòmiques
Dels 100 establiments que hi havia el 2007, 4 eren d'empreses extractives, 2 d'empreses alimentàries, 7 d'empreses de fabricació d'altres productes industrials, 17 d'empreses de construcció, 20 d'empreses de comerç i reparació d'automòbils, 2 d'empreses de transport, 8 d'empreses d'hostatgeria i restauració, 7 d'empreses financeres, 3 d'empreses immobiliàries, 9 d'empreses de serveis, 12 d'entitats de l'administració pública i 9 d'empreses classificades com a «altres activitats de serveis».
Dels 35 establiments de servei als particulars que hi havia el 2009, 1 era una oficina d'administració d'Hisenda pública, 1 gendarmeria, 1 oficina de correu, 2 oficines bancàries, 1 funerària, 2 tallers de reparació d'automòbils i de material agrícola, 1 taller d'inspecció tècnica de vehicles, 1 establiment de lloguer de cotxes, 2 autoescoles, 2 paletes, 3 guixaires pintors, 3 fusteries, 5 lampisteries, 2 electricistes, 2 perruqueries, 4 restaurants, 1 agència immobiliària i 1 saló de bellesa.
Dels 9 establiments comercials que hi havia el 2009, 1 era un hipermercat, 2 botiges de menys de 120 m², 2 fleques, 1 una fleca, 1 una llibreria, 1 una perfumeria i 1 una joieria.
L'any 2000 a Estissac hi havia 15 explotacions agrícoles que ocupaven un total de 984 hectàrees.

## Equipaments sanitaris i escolars
L'únic equipament sanitari que hi havia el 2009 era una farmàcia.
El 2009 hi havia 1 escola maternal i 1 escola elemental.

## Poblacions més properes
El següent diagrama mostra les poblacions més properes.